# 小行星4975
小行星4975（4975 Dohmoto）是一颗绕太阳运转的小行星，为主小行星带小行星。该小行星于1990年9月16日发现。

## 轨道参数
小行星4975的轨道半长轴为3.0826520 UA，离心率为0.229。